# Elecciones al Congreso de los Diputados de noviembre de 2019 (León)
Las elecciones al Congreso de los Diputados de 2019 se celebraron en la provincia de León el domingo 10 de noviembre, como parte de las elecciones generales convocadas por Real Decreto dispuesto el 4 de marzo de 2019 y publicado en el Boletín Oficial del Estado el día siguiente. Se eligieron los 4 diputados del Congreso correspondientes a la circunscripción electoral de León, mediante un sistema proporcional (método d'Hondt) con listas cerradas y un umbral electoral del 3%.

## Resultados
Los comicios depararon 2 escaños al Partido Socialista Obrero Español y 1 al Partido Popular y a Vox
| Candidatura                                            | Candidatura                                            | Votos   | %                                       | Escaños                                 |
| ------------------------------------------------------ | ------------------------------------------------------ | ------- | --------------------------------------- | --------------------------------------- |
|                                                        | Partido Socialista Obrero Español (PSOE)               | 87 896  | 33,81                                   | 2                                       |
|                                                        | Partido Popular (PP)                                   | 74 672  | 28,72                                   | 1                                       |
|                                                        | Vox (Vox)                                              | 40 884  | 15,73                                   | 1                                       |
| Unidas Podemos (Podemos-IU-Equo)                       | Unidas Podemos (Podemos-IU-Equo)                       | 27 478  | 10,57                                   | 0                                       |
| Ciudadanos-Partido de la Ciudadanía (Cs)               | Ciudadanos-Partido de la Ciudadanía (Cs)               | 16 731  | 6,44                                    | 0                                       |
| Unión del Pueblo Leonés (UPL)                          | Unión del Pueblo Leonés (UPL)                          | 9588    | 3,69                                    | 0                                       |
| Partido Animalista Contra el Maltrato Animal (PACMA)   | Partido Animalista Contra el Maltrato Animal (PACMA)   | 1505    | 0,58                                    | 0                                       |
| Partido Comunista de los Trabajadores de España (PCTE) | Partido Comunista de los Trabajadores de España (PCTE) | 379     | 0,13                                    | 0                                       |
| Partido Regionalista del País Leonés (PREPAL)          | Partido Regionalista del País Leonés (PREPAL)          | 341     | 0,13                                    | 0                                       |
| Por un Mundo Más Justo (PUM+J)                         | Por un Mundo Más Justo (PUM+J)                         | 317     | 0,12                                    | 0                                       |
| Recortes Cero-Grupo Verde (R0-GV)                      | Recortes Cero-Grupo Verde (R0-GV)                      | 178     | 0,07                                    | 0                                       |
| Votos válidos                                          | Votos válidos                                          | 259 969 | 100,00                                  | 4                                       |
| Votos nulos                                            | Votos nulos                                            | 3032    | Participación: · \| \| 61,5 % \| 14,42% | Participación: · \| \| 61,5 % \| 14,42% |
| Votantes                                               | Votantes                                               | 265 711 | Participación: · \| \| 61,5 % \| 14,42% | Participación: · \| \| 61,5 % \| 14,42% |
| Electores                                              | Electores                                              | 432 073 | Participación: · \| \| 61,5 % \| 14,42% | Participación: · \| \| 61,5 % \| 14,42% |
|                                                        | 61,5 %                                                 |         |                                         |                                         |

## Diputados electos
Relación de diputados electos:
| N.º | Nombre                           | Lista | Lista |
| --- | -------------------------------- | ----- | ----- |
| 1   | Javier Alfonso Cendón            |       | PSOE  |
| 2   | María del Carmen González Guinda |       | PP    |
| 3   | José Luis Suárez Pastor          |       | Vox   |
| 4   | Andrea Fernández Benéitez        |       | PSOE  |